# BLADESTORM 百年戦争
『BLADESTORM -百年戦争-』（ブレイドストーム -ひゃくねんせんそう-）は、コーエー（現：コーエーテクモゲームス）より2007年に発売されたPlayStation 3、Xbox 360用部隊アクションゲームソフト。
また、そのリメイク作品『BLADESTORM 百年戦争&ナイトメア』が2015年1月29日に発売された。

## 概要
中世ヨーロッパで繰り広げられた英仏「百年戦争」をモチーフとし、歴史上の人物も多数登場する。プレイヤーは英仏のいずれかの陣営に雇われる傭兵隊長として数十人規模の部隊を率いて自軍を勝利に導く。
多数の兵が戦場で入り乱れて戦う戦場アクションということで同じω-Forceが制作する無双シリーズと混同されることが多いが、プレイヤーと少数の護衛のみで戦う無双シリーズとは異なり、部隊を直接操作して戦う『決戦III』に似た戦闘システムである。
「百年戦争」をモチーフとしているが、あくまでもゲームとしての面白さを優先させているので、兵装や戦闘の経緯などの史実関係の大半は無視されている。
また、ストーリーや重要な戦いは史実通りの流れで進行するものの、プレイヤー含む登場人物に寿命が設定されていないため、ストーリー中盤以降は史実の時間軸を無視したオリジナルストーリーの色合いが強い。

## 部隊行動
本作ではプレイヤーが固有アクションを持たず、一般兵士たちと同じ行動をとる。
- 通常攻撃

R1でくり出す最も基本的なアクション。押し続ける限り攻撃し続ける。
- 部隊変更

部隊を率いるには部隊に近づいて×ボタンを押す。プレイヤーが率いれる部隊は上のアイコンが光っている。拠点を防衛している守備隊など一部の兵士は率いれない。部隊を率いるには「兵法書」なるものが必要になり、その兵法書に適合しない部隊は当然率いれない。兵法書は戦場で宝として入手するほかストーリーをある程度進めることで酒場の商人から購入できる。また部隊には他の兵科に対する得意不得意が存在するので、定期的な部隊変更が求められることもある。
- 部隊アクション

その名の通り部隊ごとの固有アクション。□、△、○ごとに独特のアクションをくり出す。通常攻撃より強力で使い勝手が良いがいったんくり出すとアクションゲージが回復するまで使用できない。アクションタイプは「押すと一瞬で効果が現れるもの」、「押し続ける限りアクションが継続するもの」、「ゲージが回復してもアイテムを持っていなければ発動できないもの」など様々。効果も「敵にダメージ」、「部隊全体にプラス効果」、「敵を不意討つ」などがある。
- 戦旗使用

戦闘や商人から購入して手に入るアイテム。戦闘中にL1ボタンで表示されるメニューに事前にストックしておくことで使用できる。一度に三種類、それぞれ９個まで所持できる。戦闘中に使用することで様々な効果が現れる。「自分の部隊の攻撃力（防御力）アップ」、「敵の攻撃力（防御力）ダウン」、「敵の攻撃を無効化」など。
- 部隊呼出

酒場で部隊を勧誘できる。勧誘して割り当てられた部隊は、戦闘中に呼び出しボタンでいつでも呼び出せる。

## 登場人物

### フランス王国
ジャンヌ・ダルク （声優：冬馬由美）
フランス王国のドンレミ村に住む少女。正義感が強く、心優しく、戦乱を憂いて戦いに身を投じ、祖国を戦乱から解放するために戦い数々の戦果を挙げていき、フランスの希望の象徴となっていった。
史実や伝承では神の啓示を受けて百年戦争に参戦したが、作中では自身の意思で参戦している。
ラ・イール （声優：大友龍三郎）
フランス王国の将軍。「ラ・イール」はあだ名で、憤怒や怒りを意味する。その呼び名の通り熱血漢で豪快、気さくな性格であり、兵士たちからの人気が高い。正義感が強く、たとえ軍令に背いても人々を守ろうとする。同じく正義感の強いジャンヌに共感し共に戦うようになる。
史実ではガスコーニュ出身のフランス軍将軍で、本名はエティエンヌ・ド・ヴィニョール。略奪癖を持っていたとされる。ジャンヌが囚われた際に独自に救出を試みるが失敗した。
ジル・ド・レ （声優：鈴木貴征）
フランス軍の将軍。冷徹で計算高い一流の将だが、他人を見下す傾向が強いため、配下の人間たちから距離を置かれている。実力が高く単純なラ・イールを己の為に利用しようとしていたが、逆に彼に振り回され、次第に彼の豪快さに惹かれていく。ラ・イールと共に行動することが多く共にジャンヌを支える存在となった。
フランス王 （声優：増田裕生）
ゲームでは明確にされていないが、ジャンヌやラ・イール、ジル・ド・レと同世代であるため、シャルル7世だと思われる。
フィリップ・ル・ボン （声優：大場真人）
フランスの大貴族でブルゴーニュの領主（のちフランドル伯を兼ねる）。「善良公（ル・ボン）」と呼ばれるように心優しい性格だが、それが過ぎて優柔不断に陥るきらいがあり、決断力に欠ける面がある。
史実では、父を殺された恨みからイングランド軍と同盟を結んでおり、コンピエーニュでの戦いでジャンヌを捕えてイングランド軍に引き渡していた。後にフランス軍と休戦し講和を結んでいる。
マリー （声優：柳井久代）
フィリップに忠誠を誓う女性。細剣の名手。常に彼の為を思い行動するが、時にはそれが彼を傷つけ苦慮させてしまう事もある。
アルテュール・ド・リッシュモン （声優：高瀬右光）
ジル・ド・レ同様、冷静な行動をとるフランス軍の将軍。大貴族ブルターニュ公の弟だが、その身分を鼻にかけることがないため、配下から絶大な信頼をよせられている。ただ、あまりにも切れすぎる人間であるため彼の才能を嫉妬する者も少なくない。
ヨウジィ （声優：小林俊夫）
中国出身の従者。リッシュモンに心酔し、命を懸けて彼に仕えている。
ベルトラン・デュ・ゲクラン （声優：岸祐二）
「戦の天才」を自称する、フランス軍の騎士。下級貴族の出身。口が悪く子供のように単純だが、戦に対する思考は柔軟。型破りな戦術を駆使し、どんな不利な状況でも最大の戦果を挙げることができる。
ジャン （声優：田中一成）
ゲクランの従者。彼には絶大な信頼をよせて従っている。冷静な性格だが、時には気分屋のゲクランを叱咤することもある。
クリスティーヌ・ド・ピサン（声優：塩山由佳）
フランス王国きっての天才学者。極めて高慢な性格で、研究の事以外は何も考慮していない。主人公などの傭兵から、時には将軍まで自分の手足として働かせ、研究を進め続ける。研究によって兵器を開発し、魔術を武器に百年戦争に参戦する。
史実では文人であり、ジャンヌ・ダルクを高く評価していた。

### イングランド王国
黒太子エドワード （声優：石川英郎）
イングランド王国王太子。漆黒の鎧をまとって戦う姿から「黒太子」と呼ばれる。気高く高潔な性格であるため、民衆を巻き込む戦争に対して疑問を持っている。だが、自身の優れた軍才を発揮して祖国の勝利と栄光のために戦い続けた。
チャンドスの台詞によると、史実と異なり百年戦争が初陣のようである。
イングランド王 （声優：佐々木誠二）
黒太子の父である関係からエドワード3世であると思われる。強力なカリスマ性によって国を統率した王である。
フィリッパ （声優：斉藤貴美子）
イングランド軍の女将軍。女性ながら極めて物々しい甲冑に身を包み最前線に立って数々の戦果を挙げた。騎士や傭兵といった立場にこだわることなく配下と接するため周囲から厚く信頼されている。
史実では黒太子の母であるが、黒太子絡みの描写は無い。また、王妃であるにもかかわらず、作中ではベッドフォード公から誘惑されている。
ジョン・チャンドス (en)（声優：辻親八）
百戦錬磨のイングランド軍の将軍。黒太子に忠誠を誓っており、彼を陰ながら支えている。黒太子が戦場で迷いを見せた時、彼を叱咤することもあり、黒太子を正しき方向へ導く教育係のような役目も担っている。
史実でも騎士道的な人物であったとされオーレの戦いでベルトランを捕らえるなどの戦功を上げている。1369年12月31日にポワトゥー近郊で起きた小競り合いで戦死。
ジョン・タルボット（声優：上田陽司）
イングランド軍の将軍。無骨な鎧をまとっているように堅実な戦を得意とし防衛戦においては右に出るものがいないほどである。忠誠心と責任感が強く真面目な性格ゆえ、任務に固執して死地に留まってしまう頑固さも見せてしまうこともある。
史実でも百年戦争末期のイングランド側における重要な将軍。シュルーズベリー伯。ヘンリー6世によってフランス軍総司令官に任命されるが、カスティヨンの戦いで戦死。
ジョン・ファストルフ（声優：服部潤）
イングランド軍の将軍。天才的な直観力と機転に優れ、臨機応変な立ち回りで数々の武勲を挙げた。軽薄な性格ゆえに真面目なタルボットから不真面目と見られ、衝突することもあるが決して仲が悪いわけではない。
史実ではジェントリ階級出身の兵士であったとされ、百年戦争末期の多くの戦いに従軍したとされる。なおウィリアム・シェークスピア作の史劇『ヘンリー4世』に登場するフォルスタッフの名前は、彼の名前を綴変えしたものとされていることで有名。
ヘンリー・パーシー（声優：竹本英史）
イングランド軍の騎士。縦横無尽に戦場を駆け回る姿から「熱き拍車」と呼ばれている。凄腕の戦士でもあり猛獣のような凶暴さを秘めており、戦場では鬼神のような戦いぶりで多くの敵を葬り去った。
史実においても勇猛で知られランカスター朝の成立に活躍した人物であった。後にヘンリー4世から疎まれたため反乱を起こす（パーシーの反乱）が、シュルーズベリーの戦いで敗死。ウィリアム・シェークスピア作の史劇『ヘンリー4世』ではハル王子との一騎討ちで討ち取られる。
イアマール （声優：安田美和→川庄美雪）
黒太子の護衛を務める側近。元は彼の命を狙う暗殺者だったが、彼の心意気に惹かれ、忠誠を誓うようになった。
ハル （声優：草尾毅）
乱暴者の傭兵。実はイングランドの王族だが、本人の自覚は薄い。
ハル（ハル王子）という呼び方はウィリアム・シェークスピア作の史劇『ヘンリー4世』におけるヘンリー5世の呼び名。シェークスピアの劇中において、ハルは仲間と暴れ歩く放蕩息子として描かれている。
リチャード・ビーチャム （声優：私市淳）
ハルに付き従い振り回される傭兵（実は上級貴族）。気弱に見えるが、ハルの暴走に対し激昂することもある。
実在の人物で、史実におけるヘンリー4世、ヘンリー5世（ハル）、そしてヘンリー6世の時代に武勲をあげた第13代ウォリック伯であり、百年戦争やパーシーの反乱に従軍。
マーガレット （声優：神田朱未）
ウェールズ出身の傭兵。弓の腕に長け、イングランド軍への参入を希望していたが、門前払いを受けて傭兵となる。後に黒太子に認められ、正式にイングランド軍所属となった。

### 傭兵
ジョン・ホークウッド（声優：星野充昭）
伝説となった最強の傭兵。その強さと名声はあらゆる傭兵の憧れとなり、そうありたいと望むほどである。戦場で姿を見ることは少なくなっているが、それは自身を超える次世代の才能を待っているかもしれないとも言われている。
バート （声優：岩田翼）
気さくな傭兵。主人公を初対面の時から目にかけ、主人公の親友かつライバルとなる。
ジョルジュ （声優：阪口大助）
「必滅」とあだ名される傭兵。弓の名手。喧嘩っ早く、トラブルメーカーとなる事も多い。マルクの弟で、いつも一緒に戦場に出る。
マルク （声優：佐藤晴男）
「鉄壁」とあだ名される傭兵。守りに長ける。温厚で、弟のジョルジュが諍いを起こす度に彼を諫めている。
カレン （声優：疋田由香里）
姉御肌の傭兵。実家が貧しい上に幼い弟妹もいる為、非常に金銭に対してシビアな考えを持っている。
ディアーヌ （声優：佐藤朱）
傭兵の少女。幼い頃、戦場に捨てられていた過去を持つ。傭兵に育てられたためか、口が悪い。実親は大貴族オルレアン公。
ナラン （声優：広津佑希子）
モンゴル帝国の血を引く少年傭兵。依頼の仲介をこなして生活していたが、とある女貴族の言葉を受けて戦場に出るようになる。
ヨシマサ （声優：今村直樹）
東洋の島国からやってきた傭兵。自身をサムライと呼び、依頼主を「主君」と仰ぎ、忠義の為なら命の危険をも顧みない独特の思想を持つ。
シャクティ（声優：小松由佳）
南方出身の傭兵。平然と人を見境なく斬ると噂され、「魔女」とあだ名される。生は死から生まれるとする思想を持ち、西洋人には理解できないとして、彼らと慣れ合う事を嫌う。
ウィリアム（声優：高戸靖広）
傭兵の青年。非常に臆病かつ気弱で戦う事は苦手だが、ある理由の為に傭兵稼業を続けている。

## スタッフ
- ディレクター：鈴木亮浩
- キャラクターデザイン：丹野忍

## 関連情報
- 2007年7月30日、PLAYSTATION Storeにて「BLADE STORM 百年戦争 体験版」が配信された。
- 2007年8月27日 - 9月2日、推定販売数6万2921本（エンターブレイン調べ）
- 2007年9月3日 - 9月9日、推定販売数2万2025本（エンターブレイン調べ）
- 2007年9月10日 - 9月16日、推定販売数1万1400本（エンターブレイン調べ）
- 2007年9月17日 - 9月23日、推定販売数7385本（エンターブレイン調べ）

## BLADESTORM 百年戦争&ナイトメア
『BLADESTORM -百年戦争-』のリメイク作品。2015年1月29日発売。
『BLADESTORM -百年戦争-』と同等のストーリーから成る「百年戦争編」と、ゴブリンやドラゴンが登場するファンタジー色の強いオリジナルストーリーの「ナイトメア編」から成る。「百年戦争編」にはストーリーや武将に追加要素はないが、ゲームデザインには手が加えられている。